# Provinciale weg 205
De provinciale weg 205 is een provinciale weg in de provincie Noord-Holland. De N205 loopt van Haarlem naar de N207 ter hoogte van Nieuw-Vennep en is ongeveer 21 kilometer lang.
Het deel tussen Haarlem en de A9 (de Schipholweg, voorheen autosnelweg A205), is door de verlenging van de N205 door de Haarlemmermeer aangepast. Hierbij zijn de vluchtstroken verwijderd, zodat gesteld kan worden dat de autosnelweg is omgebouwd naar een autoweg. De bewegwijzering is aangepast na de omnummering. De verbindingsweg tussen de N205 en de A9 staat in de actuele wegenlijst van Rijkswaterstaat, administratief nog steeds als Rijksweg A205. Op de hectometerpaaltjes is af te lezen dat deze verbinding de A205 wordt genoemd, op de bewegwijzering is dit niet af te lezen.
Het deel tussen de A9 (Rottepolderplein) en de N207 heet de Drie Merenweg en zou oorspronkelijk als N22 genummerd worden. Het eerste deel hiervan, tussen de A9 en Hoofddorp (afrit Floriande-Zuid), bestaat uit twee keer twee  rijstroken en is een autoweg. Het laatste deel van de N205, tussen Hoofddorp en de aansluiting met de N207, telt 2×1 rijstroken. Op dit traject is de maximumsnelheid 80 kilometer per uur.
De Drie Merenweg is aan het eind van de jaren negentig aangelegd en biedt een goede ontsluiting voor drie grote Vinex-locaties in de Haarlemmermeer: Stellinghof (Vijfhuizen), Floriande (Hoofddorp) en Getsewoud (Nieuw-Vennep). Ook het terrein van de in 2002 gehouden Floriade is gelegen aan deze weg.
In het kader van verkeersmanagement bij de provincie Noord-Holland, heeft men het voornemen de N205 tussen Hoofddorp en de N207 versneld uit te breiden naar twee keer twee rijstroken. Dit moet een goede omleidingsroute opleveren tussen de aansluiting Nieuw-Vennep van de A4 en het knooppunt Rottepolderplein. Daarnaast was er het streven om ook de aansluitende wegvakken van de N207 hierom uit te breiden. Dit werd in 2015 gerealiseerd met het verbreden van de N207 tussen de aansluitingen met de A4 en de N205.
N23 · N194 · N196 · N197 · N198 · N199 · N200 · N201 · N202 · N203 · N204 · N205 · N206 · N207 · N208 · N209 · N210 · N211 · N212 · N213 · N214 · N215 · N216 · N217 · N218 · N219 · N220 · N221 · N222 · N223 · N224 · N225 · N226 · N227 · N228 · N229 · N230 · N231 · N232 · N233 · N234 · N235 · N236 · N237 · N238 · N239 · N240 · N241 · N242 · N243 · N244 · N245 · N246 · N247 · N248 · N249 · N250 · N307

N401 · N402 · N403 · N404 · N405 · N406 · N407 · N408 · N409 · N410 · N411 · N412 · N413 · N414 · N415 · N416 · N417 · N418 · N419 · N420 · N421 · N439 · N440 · N441 · N442 · N443 · N444 · N445 · N446 · N447 · N448 · N449 · N450 · N451 · N452 · N453 · N454 · N455 · N456 · N457 · N458 · N459 · N460 · N461 · N462 · N463 · N464 · N465 · N466 · N467 · N468 · N469 · N470 · N471 · N472 · N473 · N474 · N475 · N476 · N477 · N478 · N479 · N480 · N481 · N482 · N483 · N484 · N487 · N488 · N489 · N490 · N491 · N492 · N493 · N494 · N495 · N496 · N497 · N498 · N501 · N502 · N503 · N504 · N505 · N505 (Andijk) · N506 · N507 · N508 · N509 · N510 · N511 · N512 · N513 · N514 · N515 · N516 · N517 · N518 · N519 · N520 · N521 · N522 · N523 · N524 · N525 · N526 · N527 · N806 · N830 · N848

Cursief vermelde wegen zijn voormalige Provinciale wegen